# Kelly Limerick
Kelly Limerick ist der Künstlername von Kelly Jin Mei, auch Kelly Lim (geboren 1991 in Singapur). Sie ist eine Strick- und Häkelkünstlerin. Im Internet ist sie unter kllylmrck bekannt. Sie macht Kunst im öffentlichen Raum in der Form von Guerilla Knitting.

## Leben und Werk
Kelly Limerick lernte mit sieben Jahren das Häkeln und brachte sich selbst bald darauf auch das Stricken bei. Sie fertigte damals vor allem Stofftiere für Freunde und Verwandte nach Vorlagen aus Büchern. Von Mitschülerinnen wurde sie für dieses Hobby ausgelacht. Deshalb strickte sie einige Jahre heimlich zuhause.
Nach der Schule begann Kelly Limerick einen Studiengang in Mode (Apparel, Design and Merchandising) an der Temasek Fachhochschule. Obwohl ihr die kommerzielle Ausrichtung dieses Studiengangs widerstrebte und sie häufig schlechte Noten auf ihre Arbeiten bekam, beendete sie dieses Studium erfolgreich. Anschließend arbeitete sie vorübergehend als Grafikdesignerin bei einer Werbeagentur, bevor sie ihr Label ハナナ HANANA entwickelte. Über dieses Label verkauft sie vor allem individuelle Handyhüllen, Choker und andere Accessoires. Kelly Limerick verbrachte von 2014 bis 2015 neun Monate in Tokyo, um dort die Sprache zu lernen. Dort entwickelte sie auch die für ihren eigenen Look typischen Filzdreadlocks, die sie auch als abnehmbares Haarteil herstellt und vertreibt.
Kelly Limerick trägt ihre Kunst auch an ihrem eigenen Körper und fällt durch ihren ungewöhnlichen Kleidungsstil auf. Sie hat ihr Haar mit verfilzten, wollenen Dreadlocks zu einer auffälligen Frisur gestaltet, hat mehrere Piercings im Gesicht und trägt häufig Kimonos.
2017 wurde sie von Puma als eine der sechs Persönlichkeiten ausgewählt, die die Marke in der Werbekampagne Run the Streets vertreten. Ihr bisher größtes Projekt war im gleichen Jahr eine Installation in der Sun Yat Sen Gedächtnishalle in Nanyang, wo sie im Auftrag des Zentrums für nationales Kulturerbe ihre Kunst im Rahmen der dortigen Wochen für Kinder zeigte. 2021 schuf sie für den Flagship-Store von Gucci im Marina Bay Sands in Singapur ein dreidimensionales Kunstwerk aus einem Materialmix. 2023 arbeitete Kelly Limerick in einer Werbepartnerschaft mit Louis XIII an einer Kunstperformance, bei der sie eines ihrer Häkelwerke immer wieder auftrennte und neu häkelte, bis es hundert Versionen davon gab.
Darüber hinaus wurden Installationen von Kelly Limerick auch im Indian Heritage Center und im Malay Heritage Center gezeigt. Ihre Werke gelten als von der ethnischen Diversität Singapurs inspiriert.